# Mutemath
Pour leur album, voir Mutemath (album).
Mutemath, parfois stylisé MUTEMATH, ou écrit Mute Math, est un groupe de post-rock alternatif américain, originaire de la Nouvelle-Orléans, en Louisiane, et Springfield, dans le Missouri. Il est formé en 2002 par Paul Meany et Darren King, anciens partenaires dans le groupe de rock chrétien Earthsuit.
Le quatuor est composé de Paul Meany (chanteur/claviériste/piano), Darren King (batteur/programmateur), rejoints peu de temps après leur formation par Greg Hill (guitare/chant) et Roy Mitchell-Cárdenas (basse, qui part en 2017). Leur musique se définit comme un mélange de rock alternatif, d'électro-rock, de new wave, de post-rock et de rock psychédélique.

## Biographie

### Formation (2002–2003)
Mute Math est formé en 2002 d'une collaboration à distance entre Paul Meany (Nouvelle-Orléans) et Darren King (Springfield, dans le Missouri). Tous deux ayant déjà joué ensemble dans le groupe de rock chrétien Earthsuit aux côtés d'Adam LaClave. Paul et Darren partageaient des maquettes instrumentales sur lesquelles ils inséraient des textes. Darren est appelé en renfort dans le groupe Earthsuit pour remplacer le batteur lorsque le groupe commence à se dissoudre. Earthsuit disparait, Darren s'installe à la Nouvelle-Orléans, et parle d'une collaboration avec Paul Meany, lesquels travaillent sur des démos sous le pseudonyme Math.
En recrutant Greg Hill, le trio travaille dans son studio de la Nouvelle-Orléans afin d'écrire et d'enregistrer un ensemble de nouvelles chansons. Paul Meany montre leur travail à un ami de longue date, le producteur Tedd T., qui tombe sous le charme de leur musique dès la première écoute. Le trio continua à travailler sur un EP avec Tedd T. alors qu'ils organisaient des concerts avec un autre membre du nouveau groupe d'art-rock d'Adam LaClave, Macrosick.

### Reset EP(2004–2006)
Après plusieurs mois, le groupe décide de faire les choses selon leurs goûts et change de nom pour adopter celui de Mutemath, Math étant déjà utilisé par un ancien groupe. Paul Meany recruta Tedd T. et le manager de Earthsuit Kevin Kookogey pour créer le label Teleprompt Records afin de contrôler les enregistrements de Mutemath. Teleprompt Records trouva un accord avec Warner Music Group en 2004, qui sortit Reset EP. Macrosick accepte de faire les premières parties des concerts du groupe, utilisant les réseaux sociaux comme Myspace afin de diffuser leurs musiques. Le groupe recruta définitivement le bassiste Roy Mitchell-Cardenas à l'hiver 2004 et le Reset EP se vend à 30 000 exemplaires.

### Mutemath(2006–2009)
En 2006, le groupe sort leur premier album éponyme. Un conflit entre la Warner Music Group et Teleprompt Records éclate : la Warner voulait utiliser le label Word Records, utilisé pour les groupes chrétiens, afin de lancer leur premier album, ce qui constitue une atteinte au contrat passé entre les deux labels. Warner Music Group ressort l'album le 26 septembre 2006, et Mutemath se classe 17e aux Billboard Top Heatseekers Chart. Le groupe entame alors une tournée pour promouvoir leur album, assurant les premières parties de The Fray.
L'édition spéciale de l'album est disponible que lors de leurs tournées, et sur le site web de Teleprompt, avec plus de 10 000 exemplaires vendus le premier mois. Mutemath fait la couvertures de magazines tels que Billboard, Pollstar, l'Alternative Press, Paste, et Spin et dans le programme Your Hear It First de MTV News.
Ils sortent en 2007 un DVD live intitulé Flesh and Bones Electric Fun: Mute Math Live. Le groupe fait aussi de nombreuses apparitions à la télévision américaine, notamment dans le Late Show with David Letterman, le Late Night with Conan O'Brien et le Jimmy Kimmel Live. Mutemath part également en tournée avec le groupe Eisley, particulièrement apprécié par Darren King puisqu'il sort actuellement avec la plus jeune des DuPree, Stacy, et participe à des shows avec Alanis Morissette. La première vidéo de Mutemath, celle de Typical est publiée sur YouTube le 21 mars 2007. La vidéo est listée dans la New York Post Hot List et enregistre plus de 100 000 vues.
Typical devient aussi leur premier single radio diffusé le 10 avril 2007. Le single atteint la 36e place à la première semaine d'août 2007.

### ArmisticeetOdd Soul(2008–2014)
En novembre 2008, le groupe publie Spotlight pour la bande-son du film Twilight, qui est bien accueillie par la presse spécialisée,,. La chanson devient le premier single de l'album Armistice, et est publiée en février 2009 sur l'EP Spotlight
En 2009, le groupe écrit leur deuxième album dans leur studio de Nashville. Durant l'enregistrement de l'album, des vidéos furent postées sur YouTube afin de garder les fans en haleine et de donner un avant-goût de ce à quoi leur nouvel album ressemblera. Le 27 mai 2009, Paul Meany déclare lors d'une interview que le nom du nouvel album sera Armistice, et que sa date de sortie est prévue pour le 18 août 2009,. Le 9 juin 2009, le groupe met en écoute sur son Myspace la chanson The Nerve, qui sera apparemment la première chanson de l'album (Spotlight sera la quatrième). Armistice débute 18e du classement Billboard 200. Après leur tournée en 2010, ils publient le combo DVD/CD combo, Armistice Live, le 12 octobre 2010.
Le groupe entamera l'écriture d'un nouvel album en 2010. Le 4 avril 2011, Le guitariste Greg Hill partira en octobre 2010. Un snippet de Cavalries, One More, Equals, Prytania, Walking Paranoia et Odd Soul est publié sur YouTube. Le 18 juillet 2011, un clip interactif de Odd Soul est publié. Le groupe joue en soutien à Linkin Park et Incubus à la tournée Honda Civic Tour. Le 25 septembre 2013, Darren King poste l'extrait d'un nouvelle chanson. En 2014, Mutemath commence à jouer de nouvelles chansons sur scène comme Monument, Stratosphere, Light Up et Used To.

### VitalsetPlay Dead(depuis 2015)
Mutemath annonce officiellement sur Facebook la sortie de l'album Vitals le 21 mai 2015. Vitals est publié le 13 novembre 2015. Le groupe effectue une tournée européenne et américaine au printemps 2016 appelée Vitals World Tour en soutien à l'album aux côtés de Nothing But Thieves et Paper Route. Une tournée australienne était annoncée, mais annulée, afin de jouer avec Twenty One Pilots. Après cette tournée, le groupe publie un album remix de Changes, dont les chansons sont retravaillées par notamment Yachtclub, JT Daly, et Flint Eastwood. L'album est publié le 23 septembre 2016.
Le 3 mai 2017, Roy Mitchell-Cárdenas annonce son départ, et le groupe annonce son remplacement par Jonathan Allen. MuteMath publie quelques snippets d'une nouvelle chanson, Hit Parade, le 4 juin 2017. La presse révèle un nouvel album du groupe intitulé Play Dead pour le 8 septembre 2017.

## Membres

### Membres actuels
- Paul Meany - chant, claviers, piano, guitare (depuis 2002)
- Darren King - batterie, percussions (depuis 2002)
- Todd Gummerman - guitare, claviers, synthétiseur, tambourine, programmation (depuis 2011)
- Jonathan Allen - basse, claviers, batterie, guitare (2004, depuis 2017)

### Anciens membres
- Greg Hill - guitare, chant (2003-2010)
- Roy Mitchell-Cárdenas - guitare, basse, claviers, chant (2004–2017)

### Collaborateurs
- Adam LaClave (depuis 2002)
- Roy Mitchell-Cárdenas (2017)

## Discographie

### Albums studio
- 2006 : Mutemath
- 2009 : Armistice
- 2011 : Odd Soul
- 2015 : Vitals
- 2017 : Play Dead

### Album live
- 2007 : Flesh and Bones Electric Fun : Mute Math Live
- 2010 : Armistice Live

### Album remix
- 2016 : Changes

### EP
- 2004 : Reset EP
- 2006 : Live at El Rey EP
- 2009 : Spotlight
- 2012 : Odd Soul - Live in DC
- 2016 : TOPxMM